# Ducula poliocephala
Ducula poliocephala е вид птица от семейство Гълъбови (Columbidae). Видът е почти застрашен от изчезване.

## Разпространение
Видът е разпространен във Филипините.